# Капские горы
Капские горы — горы в ЮАР, на крайнем юге Африки, протянувшиеся от реки Олифантс до города Порт-Элизабет. Горная система состоит из нескольких параллельных хребтов, среди которых выделяются Кедровые горы, хребты Лангеберх, Свартберг, Пикетберг, Кодельберг и др. Высшей точкой является гора Компассберг (2502 м).
Капские горы сформировались в верхнем палеозое. Их появление связано с образованием протоконтинента Пангея в позднем Карбоне и Пермском периоде. Внешний вид гор определяется сочетанием скальных массивов из кварцитов и песчаников, и долин, образованных глинистыми сланцами в Четвертичном периоде.
Глубокие поперечные ущелья; порожистые, небольшие реки в летний период значительно мелеют, а в зимний становятся бурными потоками. Уровень осадков за год 500-600 мм, на наветренных склонах уровень осадков увеличивается до 1000 мм. На вершинах гор расстилается снег. Растет большое количество эндемиков тех же видов растений, что и в Австралии.
Для региона Капских гор характерен средиземноморский тип климата. На южных наветренных склонах — заросли вечнозелёных кустарников и смешанные леса, на подветренных склонах и во внутренних долинах — полупустыни.